# Rendez Vous (canción de Inna)
«Rendez Vous» es una canción grabada por la cantante rumana Inna para su cuarto álbum de estudio homónimo (2015). Fue lanzada como sencillo para su descarga digital el 12 de febrero de 2016 a través de Roton. La pista contiene elementos de la canción de Mr. President «Coco Jamboo» (1996), por lo que sus compositores Rainer Gaffrey, Kai Matthiesen y Delroy Rennalls recibieron créditos de composición. «Rendez Vous» fue escrita por Ilsey Juber, Andreas Schuller y Thomas Troelsen, mientras que la producción fue manejada por Troelsen y Schuller; este último bajo el nombre de Axident. Musicalmente, es una canción mid-tempo, que contiene elementos acústicos e influencias de Eurodance en su coro, con Inna cantando acerca del hombre que ama en el verano.
«Rendez Vous» recibió elogios de la crítica por su producción cualitativa. Un personal de Billboard incluyó la pista en el número dos en su lista de «Canciones favoritas del 2016». Un video musical de acompañamiento para «Rendez Vous» fue subido al canal oficial de Inna en YouTube el 4 de febrero de 2016. Fue filmado por Michael Abt y John Perez en Costa Rica en 2015, mostrando a la cantante de paseo por la playa. Comercialmente, la pista alcanzó la posición número 45 en Rumania, el número 12 en Polonia y encabezó la lista Dance de este último país. La canción también recibió una certificación de oro por la Sociedad Polaca de la Industria Fonográfica (ZPAV) tras vender 10,000 unidades en Polonia.

## Composición y lanzamiento

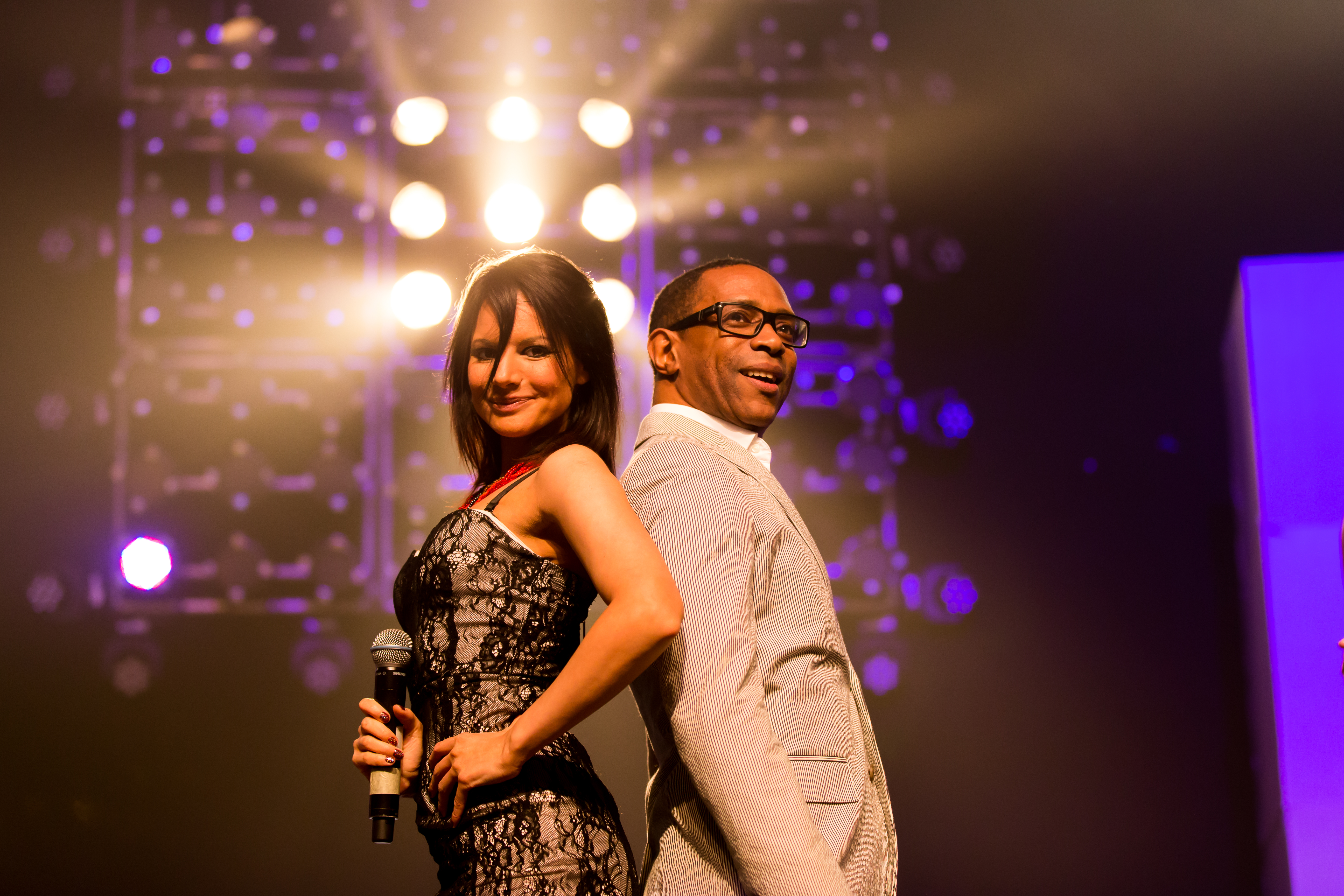
«Rendez Vous» contiene elementos de la canción «Coco Jamboo» (1996) de Mr. President (en la imagen), por lo que el grupo recibió créditos de composición.

«Rendez Vous» fue escrita por Ilsey Juber, Andreas Schuller y Thomas Troelsen, mientras que la producción fue manejada por Troeslen y Schuller; este último bajo el nombre de Axident. La pista fue grabada en Copenhague e Ibiza. Es una canción mid-tempo que contiene elementos acústicos e influencias de Eurodance en su coro. Yohann Ruelle de Pure Charts notó un acorde de guitarra y ritmos electrónicos en su instrumentación. Líricamente, Inna canta con nostalgia acerca de conocer al hombre que ama en el verano. «Rendez Vous» contiene elementos de la melodía de Mr. President «Coco Jamboo» (1996), por lo que sus compositores Rainer Gaffrey, Kai Matthiesen y Delroy Rennalls recibieron créditos de composición.
La pista fue lanzada por primera vez en Italia el 12 de febrero de 2017 por Roton, siendo posteriormente estrenada en el mundo el 16 de febrero de 2016 a través de Empire Records y Roton. Un EP con ocho remezclas estuvo disponible para su descarga digital el 9 de marzo de 2017 por las mismas discográficas. «Rendez Vous» fue lanzada para celebrar las mil millones de reproducciones del canal oficial de Inna en YouTube en febrero de 2017. Poco después, la canción fue incluida en la Playlist Hot 20 de la Radio Eska en marzo de 2016.

## Recepción
Tras su lanzamiento, «Rendez Vous» ha recibido reseñas positivas por parte de los críticos de música. Un editor de la Radio Eska escribió que la pista tenía un «sonido de primavera» que «nos evoca a olvidarnos de la realidad que nos rodea», elogiando además su producción cualitativa. Gordon Murray, del personal de Billboard, incluyó la canción en el número dos en su lista de «Canciones favoritas del 2016». Comercialmente, «Rendez Vous» debutó en la posición número 73 en la lista Airplay 100 de Rumania el 3 de abril de 2016, alcanzando su punto máximo en el número 45 el 22 de mayo de 2016. La canción también experimentó éxito comercial en Polonia, donde alcanzó el número 12 en la lista Airplay Top 100 y encabezó la lista Dance Top 50. «Rendez Vous» recibió una certificación de oro por la Sociedad Polaca de la Industria Fonográfica (ZPAV) tras vender 10,000 unidades en el país.

## Video musical
Inna insinuó el rodaje de un video musical de acompañamiento para «Rendez Vous» al publicar subtítulos como «Hola desde Costa Rica», «Pura vida» y «Días libre #Puravida» en sus redes sociales. Ella había anunciado que el video se terminó de rodar en octubre de 2015. El videoclip fue filmado en Costa Rica por Michael Abt y John Perez, y subido al canal oficial de la cantante en YouTube el 4 de febrero de 2016. El video empieza con Inna conduciendo un auto hacia la playa con dos amigas. Posteriormente, se encuentra con unos hombres y luego surfea antes de conducir a lo que parece ser un hotel con sus amigas. Después de que la cantante asiste a una fiesta por la noche, el videoclip termina con ella yéndose y los textos «PURA VIDA...» y «COSTA RICA.» apareciendo en pantalla. Durante el video, Inna también se muestra en un campo de maíz.
Cristina Merino de Europa FM escribió que el video musical era un retrato más natural de la cantante y elogió su atuendo. Daniele Traini de Rnb Junk pensó que el videoclip mostraba «la belleza del verano» y elogió su concepto — que comparó con sus videos previos «Amazing» (2009) y «More than Friends» (2013) — aunque criticó su bajo presupuesto. Jonathan Currinn, quien escribió para su propio sitio web, describió la apariencia de Inna como «apasionada, sexy y escénica», y dijo que el video tenía un «ambiente veraniego». Sin embargo, crítico la falta de una trama: «El campo donde Inna se presenta es probablemente donde el video pierde el interés de la audiencia. Se ve sexy como siempre y una vez más no se le da una coreografía y los ángulos de la cámara simplemente no funcionan para ella. Es casi como si ella no supiera qué hacer frente a la cámara». El videoclip fue transmitido en gran medida en la televisión polaca, alcanzando el número tres en la lista Video Chart de ZPAV en mayo de 2017.

## Formatos
| Descarga digital |               |          |  |
| N.º              | Título        | Duración |  |
| 1.               | «Rendez Vous» | 3:08     |  |

| EP de remezclas |                                                     |          |  |
| N.º             | Título                                              | Duración |  |
| 1.              | «Rendez Vous»                                       | 3:08     |  |
| 2.              | «Rendez Vous» (Extended Mix)                        | 4:14     |  |
| 3.              | «Rendez Vous» (Alfred Beck Remix)                   | 6:17     |  |
| 4.              | «Rendez Vous» (Andros Remix)                        | 4:01     |  |
| 5.              | «Rendez Vous» (Criminal Sounds Remix)               | 3:39     |  |
| 6.              | «Rendez Vous» (DJ Asher ScreeN Remix)               | 4:42     |  |
| 7.              | «Rendez Vous» (Thrace Remix)                        | 3:00     |  |
| 8.              | «Rendez Vous» (Armageddon Turk Spring Breakers Mix) | 3:52     |  |

## Posicionamiento en listas
| Polonia | Polish Airplay Top 100 | 12 |
| Polonia | Dance Top 50           | 1  |
| Polonia | Video Chart            | 3  |
| Rumania | Airplay 100            | 45 |

## Certificaciones
| País | Certificación | Ventas |
| --- | ------------- | ------ |
| Polonia (ZPAV) | Oro           | 10,000 |
| *cifras de ventas basadas únicamente en la certificación xcifras no especificadas basadas únicamente en la certificación |               |        |

## Historial de lanzamiento
| Región | Fecha                 | Formato          | Discográfica   |
| ------ | --------------------- | ---------------- | -------------- |
| Italia | 12 de febrero de 2016 | Descarga digital | Roton          |
| Mundo  | 16 de febrero de 2016 | Descarga digital | Empire • Roton |
| Italia | 2 de marzo de 2016    | Radio airplay    | Ninguna        |